# هجوم الدهس في القدس 2017
في 8 يناير 2017 اصطدمت شاحنة بحشود من الجنود الإسرائيليين في القدس مما أدى إلى مقتل 4 وجرح 20 منهم. في حوالي الساعة الواحدة بعد الظهر التوقيت المحلي، اصطدمت شاحنة بمتنزه شعبي في القدس. وقتل ما لا يقل عن جندي واحد و3 مجندات وجرح 15 جنديًا. ومن بين الجرحى، بقي 2 في حالة حرجة بعد الهجوم. وقتل المهاجم برصاص الشرطة الإسرائيلية.

## المنفذ
شاب فلسطيني عمره 28 سنة يدعى فادي القنبر من جبل المكبر في القدس الشرقية يقود سيارة تحمل لوحة ترخيص إسرائيلية. وذكر أحد المواقع الإلكترونية أن المنفذ كان عضوًا في الجبهة الشعبية لتحرير فلسطين، وادعى رئيس الوزراء الإسرائيلي بنيامين نتانياهو بأن المنفذ كان يدعم تنظيم الدولة الإسلامية.

## ردود الفعل

### إسرائيل
- عضو الكنيست يوآف غالانت في مقابلة مع إذاعة الجيش «ينبغي هدم المنازل وطرد أسرة المنفذ، حتى ولو كانوا يحملون الجنسية».[7]
- قررت الحكومة الإسرائيلية أن أي شخص يبدي تأييده لداعش سيحتجز إداريًا،[8] وأنه سيتم هدم منزل المنفذ.[9]
- قالت عضو الكنيست شارين هاسكل في مقابلة مع البي بي سي أن الهجوم وقع بعد تحريض أبو مازن.[10]

### فلسطين
- وصفه المتحدث باسم حماس عبد اللطيف قنوع بأنه «عمل بطولي» وشجع الفلسطينيين الآخرين على القيام بنفس الشيء و«تصعيد المقاومة».
- كتبت الجبهة الشعبية لتحرير فلسطين على تويتر «الجبهة الشعبية لتحرير فلسطين تزف رفيقها الشهيد فادي قنبر، وتؤكد أنه أحد عناصرها، وهو منفذ عملية الدهس في القدس المحتلة.» [11]
- وصفت حركة الجهاد الإسلامي في فلسطين الحادث بأنه «رد طبيعي من الفلسطينيين على العدوان الإسرائيلي المستمر ومعاملتها العنيفة للشعب الفلسطيني».[12]